# Ян Чаплович
 Ян Чаплович  (словац. Ján Čaplowič, угор. Csaplovics János, нім. Johann von Csaplovics); 22 вересня 1780, Австро-Угорщина  тепер Словаччина — 29 травня 1847, Відень) — австрійський етнограф, правник, славіст, публіцист словацького походження. Подорожував по слов'янських землях. У його працях є матеріали з української етнографії.

## Життєпис
З грудня 1799 р. розпочав свою юридичну кар'єру як чиновник Канцелярії. 1804 р. став віце-нотаріусом. В 1805 р. отримав  диплом адвоката. Влітку 1808 р. переїхав у Відень. З вересня 1809 р.  по травень 1812 р. проживав і працював у Хорватії. Я. Чаплович від 1813 р. був юридичним дорадником графа Шенборна у Відні, згодом управителем його маєтків на Закарпатті.
Цікавився українською етнографією. 1825 р. видав  монографію «Etnographia Ruthenorum» («Етнографія русинів») на 250 стор. з детальним описом  побуту, страв, одягу, сільського господарства, промислів, ремесел, торгівлі, моралі, календарних та сімейно-побутових обрядів. Праця Я. Чапловича написана на основі монографії закарпатоукраїнського філолога та етнографа Івана Фогорашія-Федоровича (1786—1834) «Историко-топографическое карпато- или угро-росиян описание (доля рукопису досі невідома).
У 1829 р. видав карту «Ethnographische Karte des Konigreichs Ungern sammt Croatien, Slavonien, der ungrischen Militargrenze und der Seekuste / Nach Lipszky» («Етнографічна карта Королівства Угорщини разом з Хорватією, Славонією, угорським військовим кордоном і Примор'ям».

## Вибрані праці
- Nucleus plani tabularis sive synopticus decisionum curialium extractus. Pressburg, 1811. (Neue Auflage ebenda 1817).
- Problemata juridical. Pressburg, 1814.
- Guter Rath an Alle, die von rheumatischen Leiden befreit zu werden wünschen. Wien, 1815.
- Das Bartfelder Bad. Wien, 1817.
- Slavonien und zum Theil Croatien. Ein Beitrag zur Völker- und Länderkunde. Theils aus eigener Ansicht und Erfahrung (1809-1812), theils auch aus späteren zuverlässigen Mittheilungen der Insassen. Zwei Bände, Hartleben’s Verlag, Pesth, 1819.
- Schematismus ecclesiarum et scholarum Evangelicarum Aug. Conf. in Regno Hungariae. Pro anno 1820. Wien, 1820.
- Topographisch-statistisches Archiv des Königreichs Ungarn, (Herausgeber und Redakteur), Zwei Bände, Anton Doll Verlag, Wien, 1821.
- Schematismus ecclesiarum et scholarum Evangelicarum Aug. Conf. in Districtu Cis-Danubiano. Adjectis ethno- et topograficis notitiis. Pro anno 1822. Pesth, 1822.
- Croaten und Wenden in Ungarn. Ethnographisch geschildert, Ludwig Weber, Pressburg 1829.
- Gemälde von Ungern. Mit einer ethnographischen Karte. Zwei Bände, Verlag von C. A. Hartleben, Pesth, 1829.